# Akemeci
Akemeci lub akojmeci (gr. “nie śpiący, czuwający”). Założony około 400 r. w Konstantynopolu zakon mnichów prowadzących modlitwę - grupami - przez dwadzieścia cztery godziny na dobę. Podzieleni na trzy chóry, prowadzili nieustanną modlitwę chórową. Działalność akemetów miała istotny wpływ na kształtowanie się liturgii.